# 1983 في إيطاليا
فيما يلي قوائم الأحداث التي وقعت خلال عام 1983 في إيطاليا.

## سياسة

### تعيين في المنصب
- 12 يوليو – سيرجيو ماتاريلا عضو مجلس النواب في الجمهورية الإيطالية.
- 4 أغسطس – بتينو كراكسي رئيس وزراء إيطاليا.
- 4 أغسطس – جوليو أندريوتي وزير الخارجية.

### انتهاء فترة المنصب
- 4 أغسطس – أمنتوري فانفاني رئيس وزراء إيطاليا.

## رياضة
- 27 أغسطس – بطولة أوروبا للألعاب المائية 1983

## موسيقى

### أغاني
من الأغاني التي صدرت هذه السنة في إيطاليا:
- 1 يناير – أنا إيطالي من غناء توتو كوتونيو.

## مواليد

### يناير
- 13 يناير – جيوفاني فيسكونتي درّاج طريق إيطالي.
- 14 يناير – تشيزاري بوفو لاعب كرة قدم إيطالي.
- 24 يناير – دافيدي بيونديني لاعب كرة قدم إيطالي.
- 28 يناير – أليساندرو غازي لاعب كرة قدم إيطالي.
- 28 يناير – جيانفيتو بلاسماتي لاعب كرة قدم إيطالي.
- 31 يناير – فابيو كوالياريلا لاعب كرة قدم إيطالي.

### فبراير
- 7 فبراير – إيفا ريكوبونو
- 7 فبراير – فيديريكو ماركيتي لاعب كرة قدم إيطالي.
- 15 فبراير – رولاند بيانكي لاعب كرة قدم إيطالي.
- 18 فبراير – روبيرتا فينسي لاعبة كرة مضرب إيطالية.

### مارس
- 6 مارس – تومازو بيرني لاعب كرة قدم إيطالي.
- 8 مارس – نيكول كليريكو لاعبة كرة مضرب إيطالية.
- 9 مارس – روبرتو فيراري درّاج طريق إيطالي.
- 15 مارس – أليسيا توتينو لاعبة كرة قدم.
- 17 مارس – باولو ساماركو لاعب كرة قدم إيطالي.
- 17 مارس – ستيفانو مانسينيلي لاعب كرة سلة إيطالي.
- 17 مارس – ماتيو بارو لاعب كرة قدم إيطالي.
- 24 مارس – كريستيانو ديل غروسو لاعب كرة قدم إيطالي.

### أبريل
- 5 أبريل – ستيفانيا تشيبا لاعبة كرة مضرب إيطالية.
- 21 أبريل – ماركو دوناديل لاعب كرة قدم إيطالي.

### مايو
- 2 مايو – أليساندرو ديامانتي لاعب كرة قدم إيطالي.
- 9 مايو – لياندرو رينودو لاعب كرة قدم إيطالي.
- 24 مايو – ماركو كروجنولا لاعب كرة مضرب إيطالي.
- 25 مايو – غيدو روسيلي لاعب كرة سلة إيطالي.
- 30 مايو – سيمون فاجنوزي لاعب كرة مضرب إيطالي.

### يونيو
- 3 يونيو – باسكوالي فوجيا لاعب كرة قدم إيطالي.
- 14 يونيو – ماتيا جافازي درّاج طريق إيطالي.
- 18 يونيو – أنطونيو فلورو فلوريس لاعب كرة قدم إيطالي.
- 25 يونيو – دانييلي جاستالديلو لاعب كرة قدم إيطالي.
- 27 يونيو – جوزيبي روسو لاعب كرة قدم إيطالي.

### يوليو
- 3 يوليو – ميشيل كونتي متسابق دراجات نارية إيطالي.
- 8 يوليو – أنطونيو ميرانتي لاعب كرة قدم إيطالي.
- 24 يوليو – دانييلي دي روسي لاعب كرة قدم إيطالي.
- 30 يوليو – كريستيان مولينارو لاعب كرة قدم إيطالي.

### أغسطس
- 6 أغسطس – جيوزيبي غريكو لاعب كرة قدم إيطالي.
- 13 أغسطس – جيولي بلينو متسابق دراجات نارية إيطالي.
- 21 أغسطس – ماثيو أباتي لاعب كرة قدم إيطالي.
- 23 أغسطس – لوكا كاسا متسابق دراجات نارية إيطالي.
- 26 أغسطس – ماتيا كاساني لاعب كرة قدم إيطالي.
- 26 أغسطس – مانويل مانشيني لاعب كرة قدم إيطالي.
- 27 أغسطس – فيليسي بيكولو لاعب كرة قدم إيطالي.
- 28 أغسطس – ميلانيا كابياديني لاعبة كرة قدم إيطالية.
- 30 أغسطس – سيموني بيبي لاعب كرة قدم إيطالي.

### سبتمبر
- 1 سبتمبر – ريكاردو ريكو
- 2 سبتمبر – دانييلا ستراسجي لاعبة كرة قدم إيطالية.
- 21 سبتمبر – فرانشيسكو داراكوني سائق سيارة سباق إيطالي.

### أكتوبر
- 15 أكتوبر – فينشنزا كالي عداءة سرعة إيطالية.
- 20 أكتوبر – فلافيو تشيبولا لاعب كرة مضرب إيطالي.
- 25 أكتوبر – دانييلي مانيني لاعب كرة قدم إيطالي.

### نوفمبر
- 11 نوفمبر – ماتيو بونو درّاج طريق إيطالي.
- 12 نوفمبر – ألفونسو دي لوتشيا لاعب كرة قدم إيطالي.

### ديسمبر
- 7 ديسمبر – جاكوبو جياتشيتي لاعب كرة سلة إيطالي.
- 30 ديسمبر – أليسيو بيريلي متسابق دراجات نارية إيطالي.

## وفيات

### يناير
- 1 يناير – إنريكو كاستيلي (مواليد 1909) لاعب كرة سلة إيطالي.

### فبراير
- 7 فبراير – ألفونسو كالزولارى (مواليد 1887) درّاج طريق إيطالي.
- 13 فبراير – لورينزو بيانكي (مواليد 1899) قس إيطالي.

### مارس
- 18 مارس – أومبرتو الثاني (مواليد 1904) عسكري إيطالي.

### أبريل
- 10 أبريل – غويدو باشي (مواليد 1949) متسابق دراجات نارية إيطالي.

### سبتمبر
- 5 سبتمبر – كارلو ريجوتي (مواليد 1906)

### أكتوبر
- 4 أكتوبر – دينو باطاليا (مواليد 1923) فنان إيطالي.

### نوفمبر
- 14 نوفمبر – ماريو فازيو (مواليد 1919) درّاج طريق إيطالي.

### ديسمبر
- 2 ديسمبر – بارزان (مواليد 1901) لاعب كرة قدم إيطالي.